# Novafroneta
Novafroneta is een geslacht van spinnen uit de familie hangmatspinnen (Linyphiidae).

## Soorten
De volgende soorten zijn bij het geslacht ingedeeld:
- Novafroneta annulipes Blest, 1979
- Novafroneta gladiatrix Blest, 1979
- Novafroneta nova Blest & Vink, 2003
- Novafroneta parmulata Blest, 1979
- Novafroneta truncata Blest & Vink, 2003
- Novafroneta vulgaris Blest, 1979